# Gethyllis kaapensis
Gethyllis kaapensis är en amaryllisväxtart som beskrevs av D.Müll.-doblies. Gethyllis kaapensis ingår i släktet Gethyllis och familjen amaryllisväxter. Inga underarter finns listade i Catalogue of Life.